# Turisztikai animáció

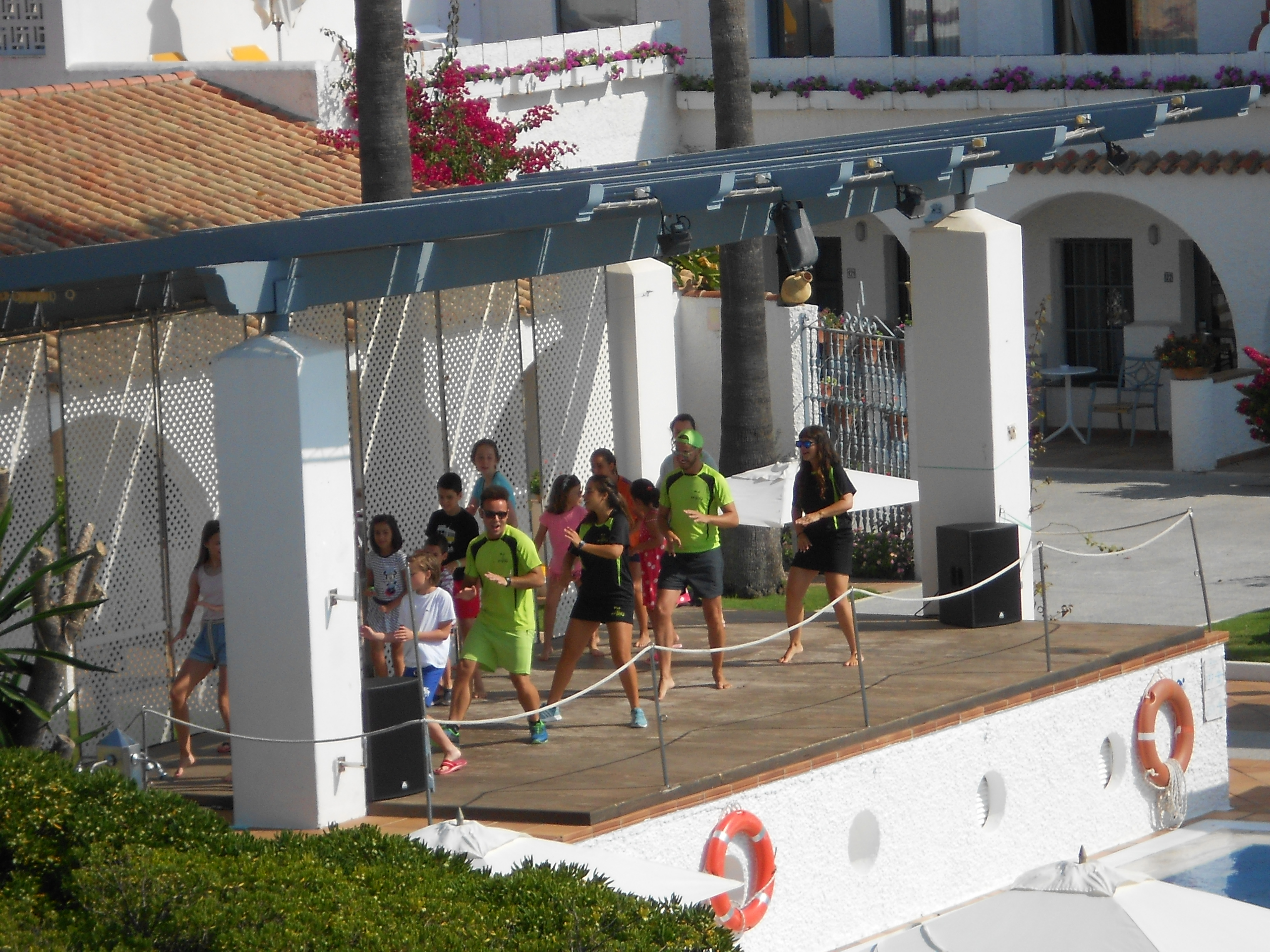
Animátorok foglalkozást tartanak

A turisztikai animáció a világon egyre több szálláshelyen elérhető, élményközvetítő szolgáltatás. Az ilyen szálláshelyeken (legyen az szálloda, kemping, ifjúsági centrum...) legalább egy hivatásos animátor, vagy legtöbb esetben egy egész animátorcsapat dolgozik azért, hogy az ott szabadidejüket töltő vendégek a lehető legtöbb új élménnyel gazdagodjanak.

## Történet
A második világháború végét követően beinduló gazdasági növekedésnek, illetve a sugárhajtású repülőgépek terjedésének köszönhetően a világot átölelő tömegturizmus jelentős fejlődésnek indult. A mind gyorsabb, és egyre megfizethetőbb utazási lehetőségekre válaszul hatalmas szálláshelykomplexumok jöttek létre, ahol egyszerre akár több ezer ember is üdülhetett.
Azonban a szállodák a strandokon, medencéken kívül nem igazán tudtak alternatív programokat ajánlani a vendégeiknek, akik így a szállodán kívül voltak kénytelenek elfoglaltságot keresni maguknak, így ott is költötték el a nyaralásra szánt pénzük jelentős részét. Erre reagálva merült fel a gondolat, hogy valamilyen módon megpróbálják a vendégeket a szállodában tartani, illetve elérni, hogy a következő nyaraláskor is visszatérjenek.
Az 1960-as években az első animátorokat még GO-ként, vagyis „Gentle Organizer”-ként emlegették. A feladatuk programok szervezése és a vendégekkel való kapcsolattartás volt. Mivel a szolgáltatás francia nyelvterületen (elsősorban Észak-Afrikában, főleg Tunéziában) kezdett terjedni, így a latin-francia eredetű animo-animare (lelket önteni – életre kelteni) szóból eredő animátor elnevezés lett az elfogadottabb, miközben az animátorok feladatköre jelentősen bővült.
Az animáció talán legismertebb megjelenése (még ha nem is ilyen nézőpontból) a Dirty Dancing c. film, ahol Johnny Castle (Patrick Swayze), a főhős nem más, mint a Kellerman Hegyi Tó Hotel táncanimátora.

## Feladatok
A turisztikai animáció legfőbb feladata, hogy a szálláshelyre érkező vendégek minél elégedettebben, minél több új élménnyel gazdagodva, utazzanak el a szálláshelyről. Nem titkolt cél, hogy eközben minél többet költsenek a szállodában, valamint később is térjenek vissza oda.
Ehhez az animátoroknak rendkívül összetett elvárásoknak kell megfelelniük, és igen szerteágazó feladatkörökben kell helytállniuk, nap mint nap. Az animáció ugyanis sokkal több, mint egyszerű programszervezés. Az animátor élményeket ad a vendégeknek, miközben a szálláshelyen egyfajta sajátos házigazda szerepet is betölt, hiszen személyes, akár bizalminak is tekinthető vendégkapcsolatai révén közvetítőként léphet fel a személyzet és a vendégek között.
Gyerekek, felnőttek, családok, baráti társaságok, dolgozói kollektívák egyaránt részt vehetnek a programokon, a jó animátor tudja, adott társasághoz melyek a legtesthezállóbb programok.

## Magyarországi animáció
Hazánkban a 2000-es évek jelentős idegenforgalmi beruházásai révén gombamód szaporodó kisebb-nagyobb szállásadók is egyre újabb szolgáltatások beépítésével igyekeznek kitűnni a többiek közül. Az animáció egyike a lehetséges kitörési pontoknak, és mivel nem igényel sok (tíz)milliós nagyberuházásokat, kisebb helyszínek is elgondolkodhatnak a befektetésen.
Elsősorban Balaton környéki szálláshelyeken találkozhatunk ma animációval, de más vidékeken is egyre nagyobb az érdeklődés. Egyre több magyar vendég ismeri meg akár magyarországi, akár külföldi szálláshelyeken ezt a fajta szórakozást, és ők már később kifejezetten keresik azokat a helyszíneket, ahol ezt a szolgáltatást is igénybe vehetik.
A szálláshelyek rendszerint kétféle megközelítésben alkalmaznak animátorokat. Saját alkalmazásban, saját kellékállománnyal megoldva, míg mások az erre szakosodott cégek valamelyikét bízzák meg a szolgáltatás kiépítésével és üzemeltetésével. Előbbi olcsóbb lehet, utóbbi a cégeknél felhalmozott tapasztalat és a szakmai háttér révén lehet előnyös megoldás.
Külföldön is több helyen dolgoznak magyar nyelvű animátorok, akik a szórakoztatás mellett komoly segítséget jelentenek a helyi nyelven legtöbbször nem beszélő honfitársaink számára az ottlét idején.

## Rendezvények
Az animáció nem kizárólag turisztikailag hasznosítható szolgáltatás. Különböző stílusú, elsősorban szórakoztató rendezvények programpalettáját színesítheti játékokkal, vetélkedőkkel, gyermek, felnőtt vagy családi programokkal.

## Kiegészítő információk
- Kudszus, Sven. Endlich Animateur, das Handbuch für alle Animateure, und alle die es werden wollen (német nyelven). Ebersdorf (2007). ISBN 978-3-940445-03-2, 3-940445-03-7
- Animateur/in - a foglalkozás leírása (német nyelven). Bundesagentur für Arbeit. (Hozzáférés: 2010. szeptember 10.)